# Camponotus diversipalpus
Camponotus diversipalpus é uma espécie de inseto do gênero Camponotus, pertencente à família Formicidae.